# فرمانروای بالانترا
«فرمانروای بالانترا» (انگلیسی: The Master of Ballantrae) یا ارباب بالانترا، یک کتاب از رابرت لویی استیونسن است. نام کامل این اثر استیونسن، فرمانروای بالانترا:داستان یک زمستان می‌باشد که روایتگر ماجرای درگیری میان دو برادر است.